# Audrey Esparza
Audrey Esparza (nascida em 4 de março de 1986) é uma atriz americana, mais conhecida por seu papel como a agente Natasha "Tasha" Zapata do FBI, na série de televisão americana Blindspot .

## Vida Pessoal
Audrey Esparza estudou na Ala de Teatro Experimental da Escola de Artes da Universidade de Nova York.

Atualmente Audrey Esparza está casada com Jonathan Perzley, agenciador esportivo.  A atriz está casada com o empresário desde de Outubro de 2020. 

## Carreira
As participações cinematográficas de Esparza incluem: Family Practice, Amateurs, The Americans, The Following, Blue Bloods, Golden Boy, Floating Sunflowers, Power, Black Box, Madam Secretary, Public Morals, e sua principal personagem como Tasha Zapata, uma agente do FBI em Blindspot.

## Filmografia
| Year      | Title               | Função                          | Notas                          |
| --------- | ------------------- | ------------------------------- | ------------------------------ |
| 2011      | Family Practice     | Liz Stratton                    | Filme de TV                    |
| 2013      | Amateurs            | Carmen                          |                                |
| 2013      | The Americans       | Joyce Ramirez                   | Episódio: " Gregory "          |
| 2013      | The Following       | Dana Montero                    | Episódio: " Let Me Go "        |
| 2013      | Blue Bloods         | Jana Garza                      | Episódio: " Proteste demais "  |
| 2013      | Golden Boy          | Lucy Barrone                    | Episódio: "Bode expiatório"    |
| 2014      | Floating Sunflowers | Rita                            | Curto                          |
| 2014      | Power               | Liliana                         | 3 episódios                    |
| 2014      | Black Box           | Carlotta                        | 12 episódios                   |
| 2015      | Madam Secretary     | Assistente Adjunto Laura Vargas | Episódio: " Enfrente a Nação " |
| 2015      | Public Morals       | Há um                           | 3 episódios                    |
| 2015–2020 | Blindspot           | Tasha Zapata                    | Elenco principal               |